# Cleistanthus perrieri
Cleistanthus perrieri är en emblikaväxtart som beskrevs av Jacques Désiré Leandri. Cleistanthus perrieri ingår i släktet Cleistanthus och familjen emblikaväxter. Inga underarter finns listade i Catalogue of Life.